# Schimmen van schoonheid
Schimmen van schoonheid is een bundel van korte verhalen, geschreven door Louis Couperus en gepubliceerd door Van Holkema & Warendorf in 1912 (eerste druk). De tweede druk is gepubliceerd in 1962 door uitgeverij Querido in de Salamanderseries.

## Verhalen
- De Nacht van Ishthâr
- Het Raadsel
- Frynè
- De Apotheoze
- De Gladiator
- De Naumachie
- De Doop
- De Meditatie
- De Obsessie
- Uit de jeugd van San Francesco van Assisi
- De Bezitting van Messer Donato
- De Samenzwering
- Benvenuto
- Maskers, Liefde, Wraak en Bloed
- Lucrezia
- Het Laatste Venijn
- De Laatste Ure